# Luumäki
Luumäki är en kommun i landskapet Södra Karelen. Luumäki har 4 473 invånare och har en yta på 859,84 km². Luumäki är enspråkigt finskt.
Grannkommuner är Fredrikshamn, Kouvola, Villmanstrand, Lemi, Miehikkälä och Savitaipale.
Centralort är fästningsstaden Taavetti (Marttila by), som grundades av Katarina den stora 1773. Avståndet till Villmanstrand är cirka 37 kilometer. Avståndet till både Kouvola och Fredrikshamn är 50 kilometer.
Luumäki är bland annat känd för att sina fyndigheter av beryll av ädelstenskvalitet och är den enda platsen i Finland där mineralen utvinns kommersiellt, av företaget Karelia Beryl Oy. Fyndigheten upptäcktes i samband med ett vägbygge 1982. 

## Politik

### Mandatfördelning i Luumäki kommun, valen 1976–2021
| 4 | 15 |  | 2 | 5 |

| 3 | 4 | 13 | 2 | 5 |

| 3 | 2 | 14 | 2 | 6 |

| 4 |  | 14 |  | 7 |

| 4 |  | 12 | 2 | 8 |

| 4 | 13 | 2 | 8 |

| 3 |  | 14 | 2 | 7 |

| 4 |  | 14 |  | 7 |

| 17 | 10 |

| 4 | 15 |  | 7 |

| 16 | 11 |

| 3 | 2 | 14 |  | 7 |

| 16 | 11 |

| 3 | 13 | 1 | 6 |

| 13 | 10 |

| 3 | 2 | 12 | 1 | 5 |

| 13 | 10 |

## Befolkningsutveckling
| Befolkningsutvecklingen i Luumäki kommun 1975–2020                                                           | Befolkningsutvecklingen i Luumäki kommun 1975–2020 | Befolkningsutvecklingen i Luumäki kommun 1975–2020 | Befolkningsutvecklingen i Luumäki kommun 1975–2020 | Befolkningsutvecklingen i Luumäki kommun 1975–2020 |
| --- | -------------------------------------------------- | -------------------------------------------------- | -------------------------------------------------- | -------------------------------------------------- |
| |                                                    |                                                    |                                                    |                                                    |
| År |                                                    |                                                    | Folkmängd                                          |                                                    |
| 1975 | 1975                                               |                                                    | 6 005                                              |                                                    |
| 1980 | 1980                                               |                                                    | 5 747                                              |                                                    |
| 1985 | 1985                                               |                                                    | 5 666                                              |                                                    |
| 1990 | 1990                                               |                                                    | 5 659                                              |                                                    |
| 1995 | 1995                                               |                                                    | 5 454                                              |                                                    |
| 2000 | 2000                                               |                                                    | 5 328                                              |                                                    |
| 2005 | 2005                                               |                                                    | 5 297                                              |                                                    |
| 2010 | 2010                                               |                                                    | 5 147                                              |                                                    |
| 2015 | 2015                                               |                                                    | 4 860                                              |                                                    |
| 2020 | 2020                                               |                                                    | 4 543                                              |                                                    |
| Anm: Uppgifterna avser förhållandena den 31 december nämnda år enligt områdesindelningen den 1 januari 2022. |                                                    |                                                    |                                                    |                                                    |

## Kända personer från Luumäki
- Arttu Suuntala (1920-1999), sångare, musiker och skådespelare.
- Lahja Linko (1890-1966), operasångerska och skådespelare
- Pehr Evind Svinhufvud (1861-1944), Finlands tredje president (i ämbete 1931-1937)
- Ilkka Remes (1962-), författare

Åren 1908-1937 bodde Pehr Evind Svinhufvud på Kotkaniemi gård, byggt 1898, som idag är ett museum, förvaltat av Museiverket.

## Bildgalleri

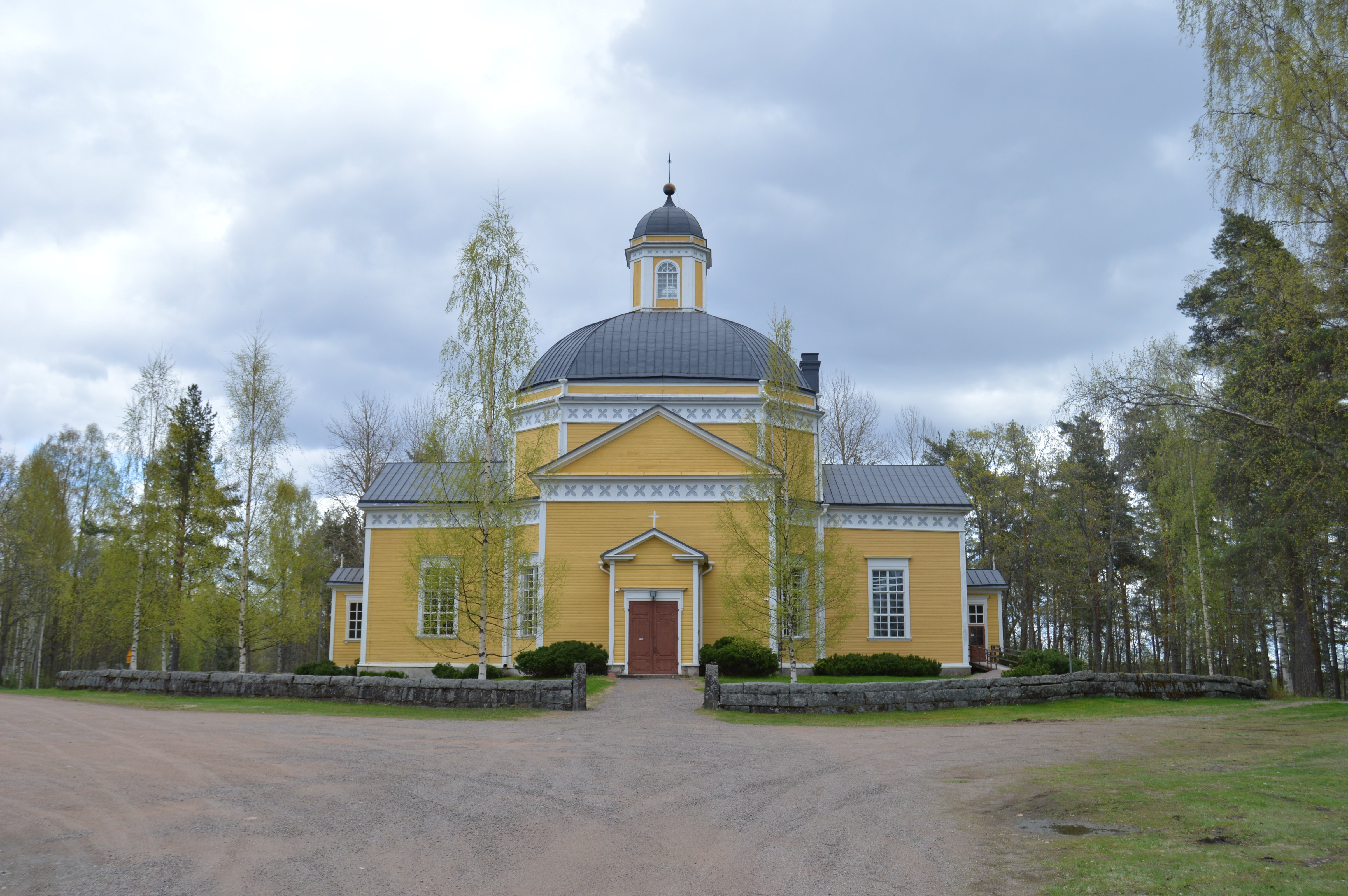
Luumäkis lutherska kyrka, 1845
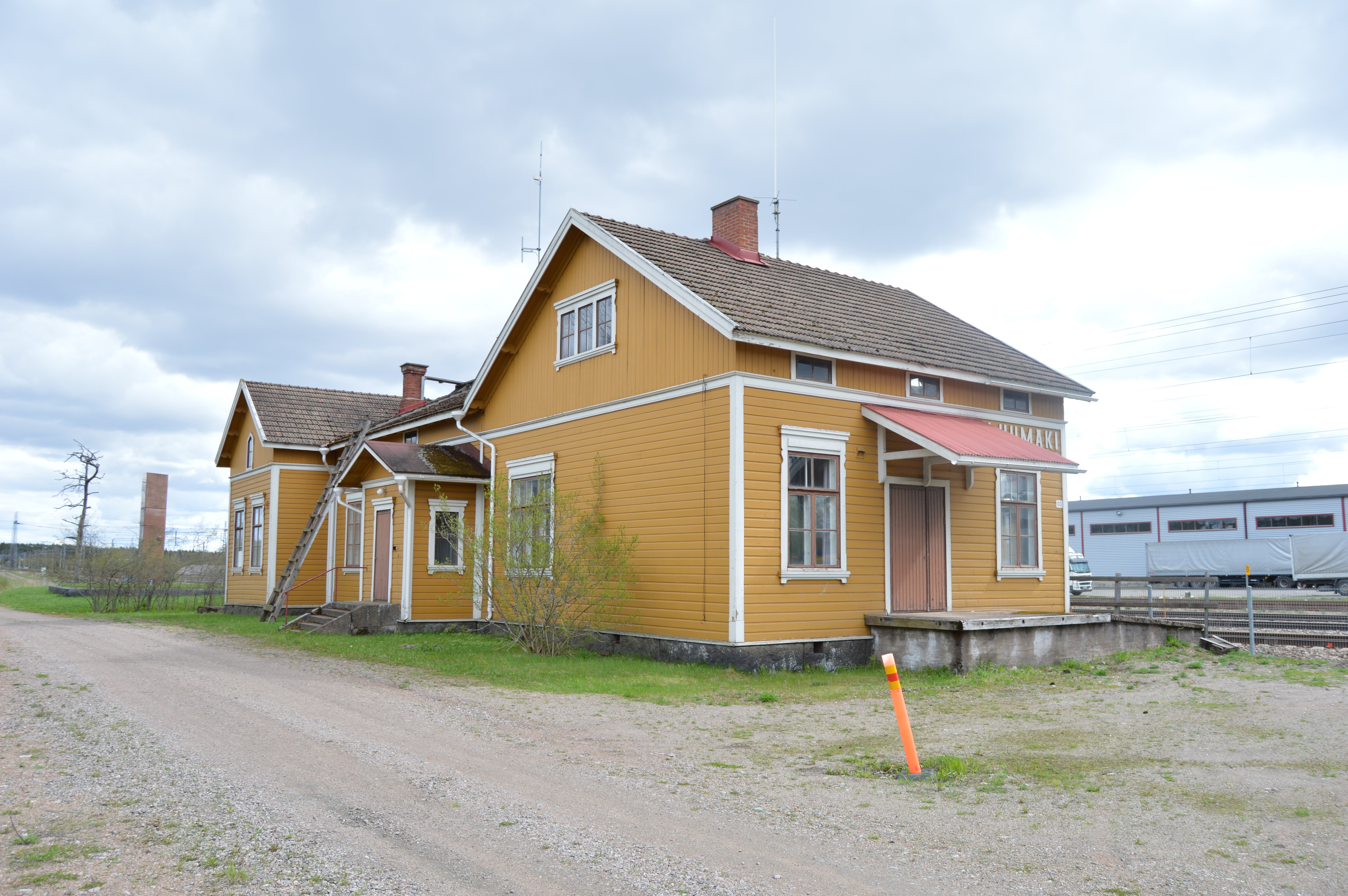
Luumäki järnvägsstation, 2015
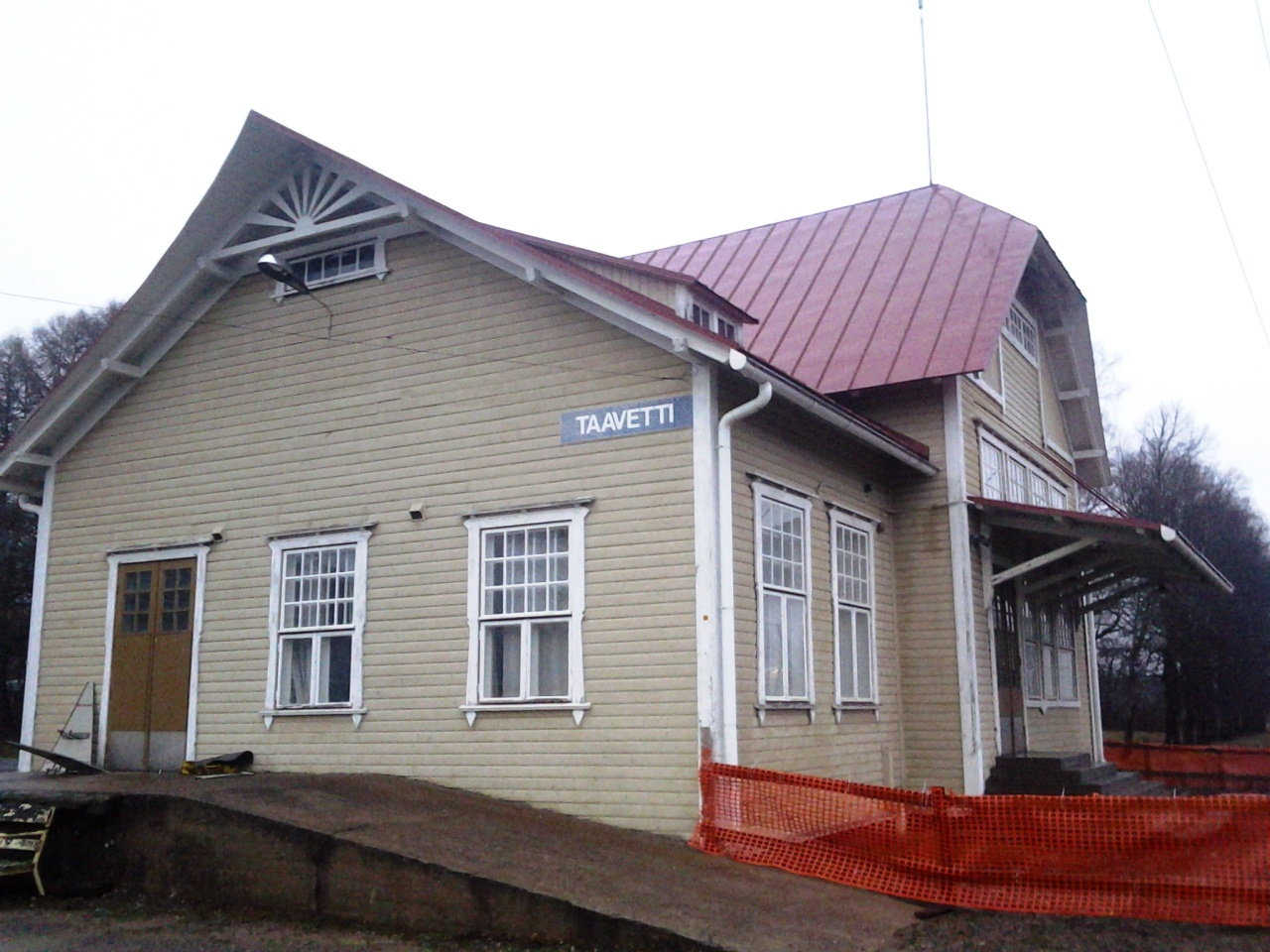
Taavetti järnvägsstation i Luumäki kommun, 2013
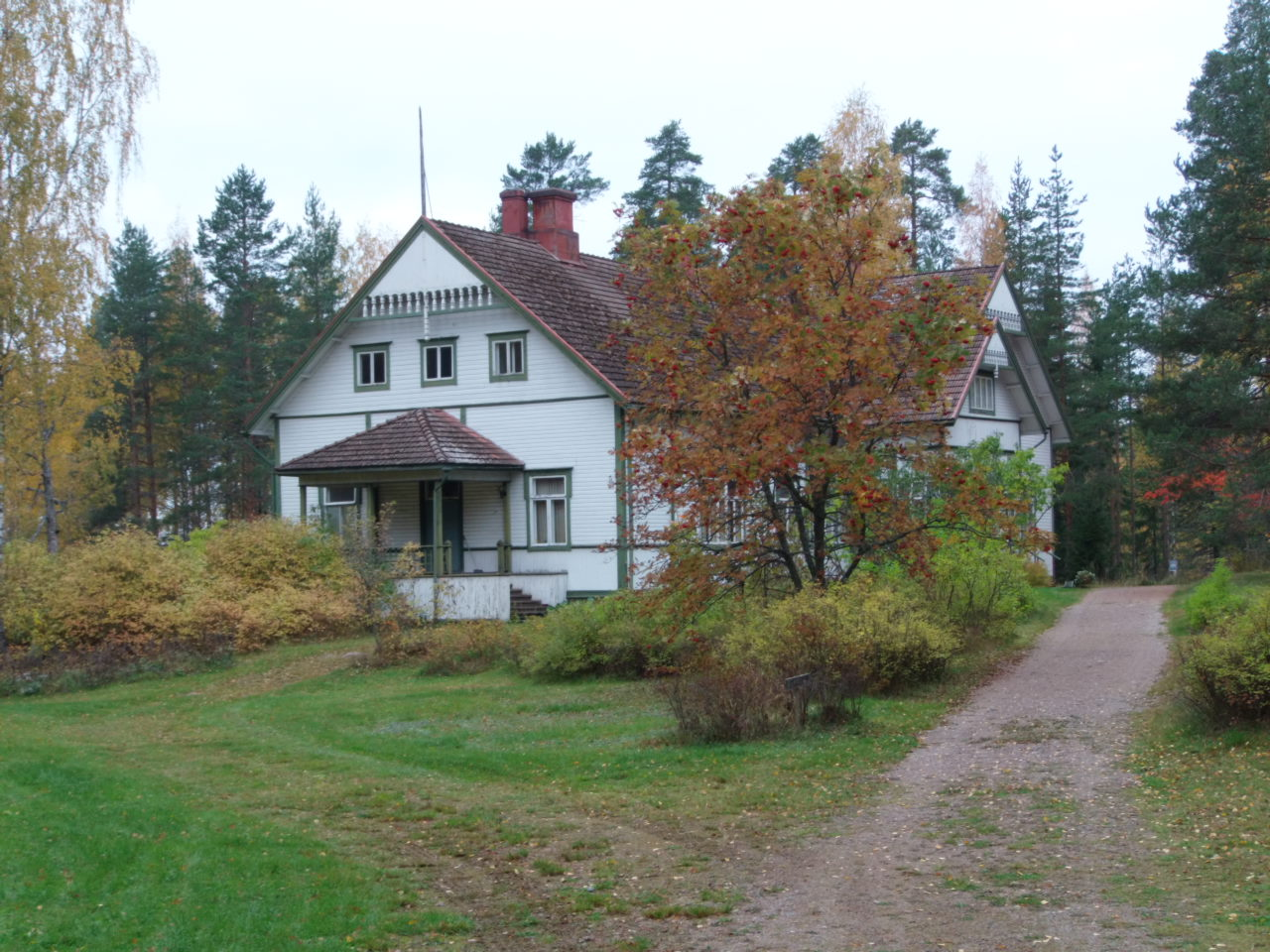
Huvudbyggnaden till Kotkaniemi gård, Luumäki
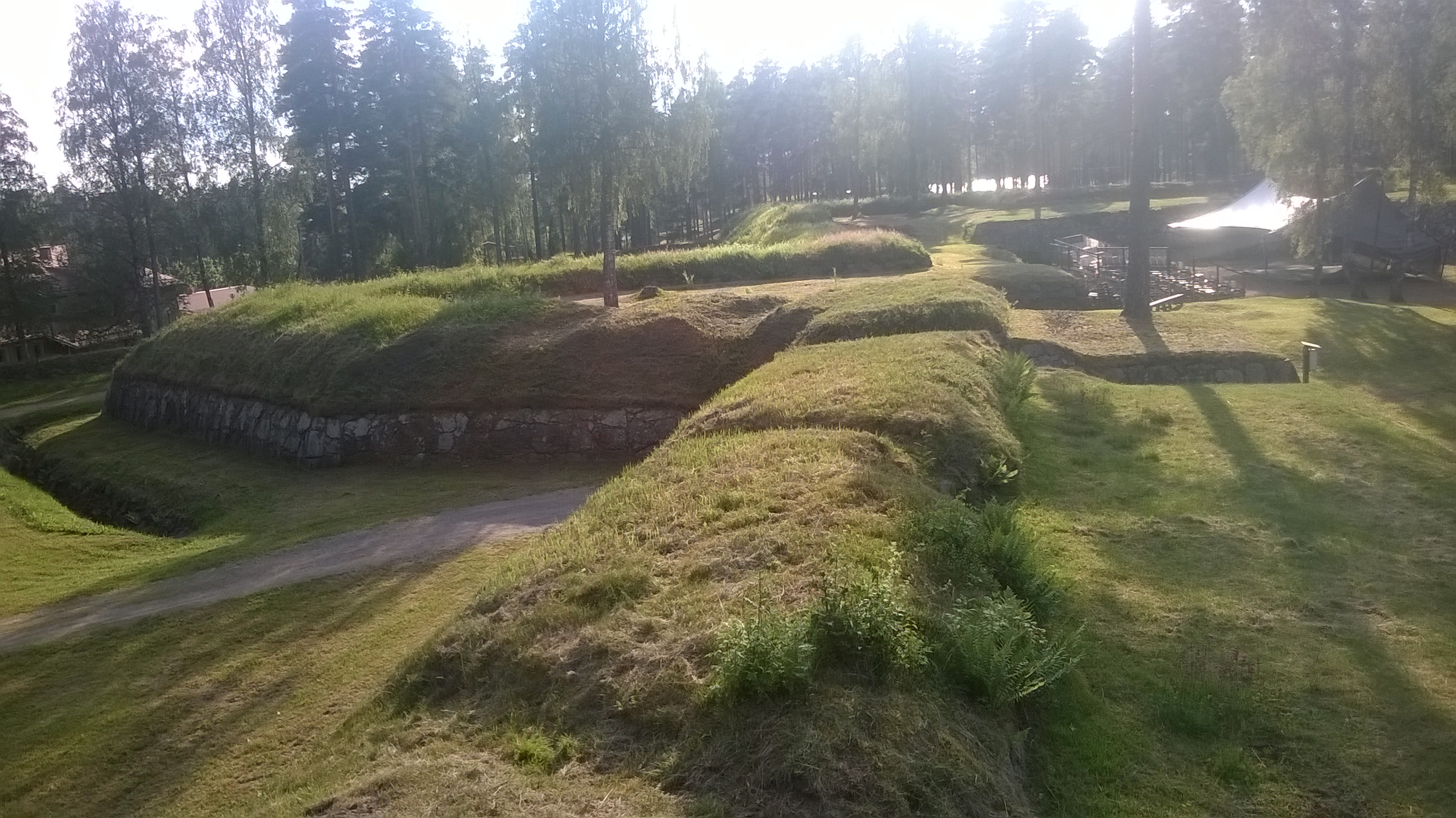
Taavettifästningen i Luumäki, södra sidan